# 명탐정 코난: 비색의 부재증명
《명탐정 코난: 비색의 부재증명》(일본어: 名探偵コナン: 緋色の不在証明 영어: Detective Conan: The Scarlet Alibi)은 2021년 
2월 11일에 공개된 일본의 애니메이션 영화이다. 24기 극장판 《 비색의 탄환》의 개봉 기념으로 극장 상영한 총집편. 아카이 일가의 이야기를 다룬다.

## 등장인물

### 주요 인물
- CV 타카야마 미나미 - 에도가와 코난
- CV 야마구치 캇페이 - 쿠도 신이치
- CV 야마자키 와카나 - 모리 란
- CV 코야마 리키야 - 모리 코고로
- CV 마츠이 나오코 - 스즈키 소노코

### 아카이 일가
- CV 이케다 슈이치 - 아카이 슈이치
- CV 오키아유 료타로 - 오키야 스바루
- CV 타나카 아츠코 - 메리 세
- CV 히다카 노리코 - 세라 마스미
- CV 모리카와 토시유키 - 하네다 슈키치

### 그 외 출연진
- CV 호리 유키토시 - 진
- CV 타치키 후미히코 - 워커
- CV 치바 시게루 - 럼
- CV 코야마 마미 - 베르무트
- CV 이노우에 키쿠코 - 키안티
- CV 키노시타 히로유키 - 코른
- CV 미츠이시 코토노 - 키르
- CV 스기모토 유 - 미야모토 유미
- CV 타나카 리에 - 미이케 나에코
- CV 하야시바라 메구미 - 하이바라 아이
- CV 타카기 와타루 - 코지마 겐타
- CV 오오타니 이쿠에 - 츠부라야 미츠히코
- CV 이와이 유키코 - 요시다 아유미
- CV 이치조 미유키 - 조디 스털링
- CV 야나다 키요유키 - 안드레 캐멀
- CV 챠후린 - 메구레 쥬조
- CV 타카기 와타루 - 타카기 와타루
- CV 유야 아츠코 - 사토 미와코

## 수입사
- CJ ENM

## 기타
- 국내에서는 2023년 6월 10일 투니버스에서 최초 TV 방영되었다.